# Paper de fumar
1. Filtre de cigarret
2. Paper imitació de suro
3. Paper de cigar
4. Tabac
5. Càpsula (opcional, no mostrat)
6. Tinta (no mostrat)
7. Goma (no mostrat)

Cigarret amb filtre:

Un paper de fumar o paper de caragolar és un paper que s'utilitza per embolicar cigarrets. El paper de fumar té un extrem engomat, amb un gramatge que oscil·la entre 12 i 25 g/m² en funció de la seva composició, marques i usos. Algunes de les marques més famoses són "Smoking", "Raw", "OCB" i "Rizzla".

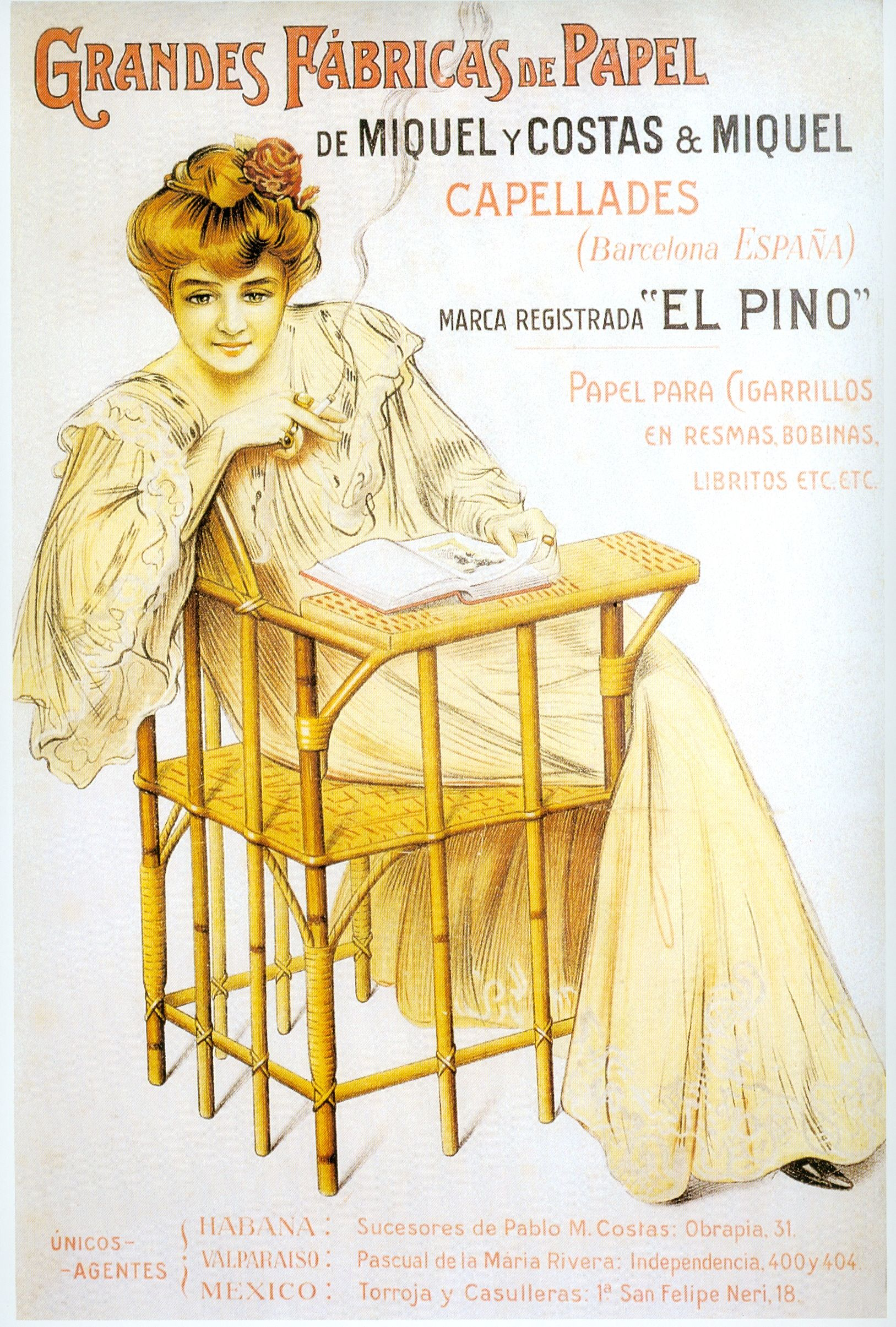
Publicitat del paper de fumar El Pino

## Additius
El paper de fumar fabricat conté additius que s'utilitzen per controlar la combustió del cigarret.
- Carbonat de calci
- Fosfat
- Nitrat
- Tartrat

## Història
El paper de fumar es va inventar a Catalunya a principis del segle XVIII, segurament a la zona de Capellades (aquesta informació és falsa, car es troba ben documentada la invenció del paper de fumar a Alcoi, localitat alacantina amb gran industria paperera). A les valls fluvials centrals hi havia des de segles enrere famílies amb molins d'aigua que servien per fabricar paper. El tabac, originari de les colònies castellanes d'Amèrica, havia arribat a la península i havia arrelat a les classes benestants. Es fumava en pipa, en forma de cigars (purs rudimentaris) i s'aspirava en pols. Alguns mariners tenia el costum de mastegar-lo. En un moment incert, la gent corrent que no es podia permetre comprar tabac va començar a embolicar burilles i restes de la planta amb qualsevol paper per intentar fumar. El resultat era un petit i compacte cigar molt tosc que no es consumia bé i feia molt de fum. Les papereres catalanes van veure-hi negoci i van inventar un paper blanc, extremadament fi i que permetia una combustió molt eficient, permetent assaborir el tabac i reduint el preu de venda. Aquest nou paper va rebre el nom de paper d'ensigarrar i ràpidament es va estendre a les Amèriques, on li deien papel catalán o papel de Barcelona.
Les papereres catalanes es van abocar a la producció de paper d'ensigarrar, juntament amb les valencianes d'Alcoi, i en l'època napoleònica aquest nou paper s'estendria a França. Les tropes franceses van portar el seu ús arreu d'Europa, on el tabac pràcticament no es coneixia.
Entre els segles XVIII i XIX, Capellades i el seu entorn van constituir un dels centres paperers més importants d'Europa, especialitzat en paper de barba de primera qualitat i paper de fumar. Fabricants com els Romaní, Soteras, Guarro, Serra o Romeu, entre d'altres, abastien gran part del mercat espanyol, d’Amèrica del sud i Filipines.
Una de les marques de paper d'ensigarrar més famoses que naixerien a la província de Barcelona va ser El Pino, de la família Miquel, que el 1924 es convertiria en Smoking. Els francesos usarien el nom de cigarette, que faria fortuna i que deriva de cigar, mot del maia siyar. En castellà arrelaria cigarro i en català cigarreta.